# 2-amino-1,3-propaandiol
2-amino-1,3-propaandiol, dat de triviale naam serinol draagt, is een organische verbinding uit de groep van alkanolamines. Het is een prochirale verbinding die een intermediair product is in de productie van diverse fijnchemicaliën, waaronder geneesmiddelen. Onder standaardomstandigheden is het een vaste stof, die zeer goed oplosbaar is in water. 2-amino-1,3-propaandiol is een zeer stabiele, hygroscopische en corrosieve stof.
De naam serinol werd gekozen vanwege de structurele gelijkenis met het aminozuur serine. Bij uitbreiding worden derivaten ervan met substituenten aan de koolstofatomen van serinol ook serinolen genoemd.

## Voorkomen
2-amino-1,3-propaandiol wordt aangetroffen in suikerriet (Saccharum officinarum). De serinolstructuur komt verder voor in een aantal andere stoffen, waaronder sfingosine en ceramide. Een aantal serinolderivaten zijn bekomen uit zeedieren zoals inconspicamide uit de spons Stelletta inconspicua.

## Synthese
Serinol kan bereid worden door de reductieve aminering van dihydroxyaceton. Dit kan gebeuren met ammoniak of ammoniumhydroxide en vereist een hydrogeneringskatalysator zoals raneynikkel.
Het kan ook bereid worden door de reactie van nitromethaan met formaldehyde tot 2-nitro-1,3-propaandiol of een zout hiervan en dit vervolgens met waterstofgas en raneynikkel te reduceren. In de praktijk wordt het natriumzout van 2-nitro-1,3-propaandiol bereid en gereduceerd. De reductie kan ook langs elektrochemische weg gebeuren.
In 2012 werd de synthese van 2-amino-1,3-propaandiol uit glycerol door recombinante Escherichia coli-bacteriën gerapporteerd, hetgeen de mogelijkheid biedt om de stof te produceren uit hernieuwbare grondstoffen (glycerol is een bijproduct van de biodieselproductie).

## Toepassingen
2-amino-1,3-propaandiol wordt sedert de jaren '40 van de 20e eeuw gebruikt bij de bereiding van geneesmiddelen (het antibioticum chlooramfenicol). Het wordt door het lichaam goed verdragen en is in diverse andere farmaceutische stoffen ingebouwd, waaronder fingolimod (een geneesmiddel voor de behandeling van multiple sclerosis), voglibose (voor de behandeling van diabetes mellitus) en dilmapimod.  Een belangrijke toepassing van serinol is de röntgencontraststof iopamidol.
2-amino-1,3-propaandiol is een diol waarmee polyesters kunnen bereid worden, die mogelijk biomedische toepassingen hebben.